# Pouteria brevipetiolata
Pouteria brevipetiolata là một loài thực vật thuộc họ Sapotaceae. Đây là loài đặc hữu của Ecuador.